# Diapheromera torquata
Diapheromera torquata är en insektsart som beskrevs av Morgan Hebard 1934. Diapheromera torquata ingår i släktet Diapheromera och familjen Diapheromeridae. Inga underarter finns listade i Catalogue of Life.